# Mohammed Nadir Sjah
Mohammed Nadir Sjah (Perzisch en Pasjtoe: محمد نادر شاه) (Dehradun, 10 april 1883 - Kabul, 8 november 1933) was van 1929 tot aan zijn dood sjah van Afghanistan.
Nadir Sjah was minister van defensie onder sjah Amanoellah Khan en speelde een belangrijke rol in de Derde Anglo-Afghaanse Oorlog tegen de Britten in 1919. Die oorlog leidde tot de volledige onafhankelijkheid van Afghanistan in 1922. Kort daarop viel Nadir Sjah echter in ongenade en ging hij in ballingschap naar Frankrijk.
Als nakomelingen uit een zijtak van de koninklijke familie van koning Amanoellah Khan kwamen Nadir Sjah en drie van zijn broers in 1929 in opstand tegen de slechts kort regerende sjah Habiboellah Kalakani. Habiboellah had als usurpator koning Amanoellah met behulp van enkele opstandige oelama's en stamhoofden tot abdicatie gedwongen. Met de hulp van de Britten werd sjah Habiboellah uit Kabul verdreven. Mohammed Nadir Sjah liet zich tot sjah kronen en begon meteen met een plan om Afghanistan economisch en sociaal te hervormen. Dat leidde tot conflicten met de conservatieve oelama's. Na de moord op Nadir Sjah in 1933 door een student werd zijn zoon Zahir Sjah tot koning benoemd. Vanwege de jeugdige leeftijd van de nieuwe koning namen zijn ooms echter tot 1953 het regentschap waar.